# Autostrada A14 (Franța)
În Franța, autostrada A14 este o autostradă cu taxă situată în vestul regiunii Île-de-France. Aceasta leagă cartierul de afaceri La Défense, în apropiere de Nanterre (Hauts-de-Seine), de Orgeval (Yvelines), unde se intersectează cu autostrada A13. Este prima autostradă urbană cu taxă din Franța. Exploatarea sa este asigurată de Société des autoroutes Paris-Normandie (grupul Sanef).

## Istorie
Declarată de utilitate publică pe 20 decembrie 1989, autostrada a fost dată în folosință pe 6 noiembrie 1996.
Proiectul a fost conceput pentru a răspunde necesității de fluidizare a traficului în zona de vest a periferiei Parisului, ca urmare a dezvoltării cartierului La Défense și a creșterii demografice din nord-estul departamentului Yvelines, precum și pentru a reduce aglomerația de pe primii kilometri ai autostrăzii A13. Cu toate acestea, proiectul s-a confruntat cu opoziția a numeroși locuitori din apropierea traseului propus și a unor aleși locali, care au denunțat impactul negativ asupra mediului.
În mai 1990, președintele Republicii, François Mitterrand, după ce a vizitat Saint-Germain-en-Laye pentru a înțelege opoziția față de proiect, a recomandat să nu fie construit un nod rutier care să deservească centrul acestui oraș. Astfel, autostrada a fost proiectată să devină subterană între Le Mesnil-le-Roi și Chambourcy, ceea ce a calmat temerile legate de viitorul pădurii Saint-Germain.

## Traseu
| De la RN13 (Podul Neuilly) până la A86; secțiune gratuită, neconcesionată, administrată de Direcția Drumurilor din Île-de-France. | |        |
| RN1014 | |        |
| | Tunelul La Défense (intrare). |        |
| | Limitare la 70 km/h (sens Rouen > Paris). |        |
| 1 - Suresnes | Oraș deservit: Suresnes (nod rutier parțial). | RD7    |
| 2 - La Garenne-Colombes | Oraș deservit: La Garenne-Colombes (nod rutier parțial). | RN192  |
| 3 - Rueil-Malmaison | Oraș deservit: Rueil-Malmaison (nod rutier parțial). | RN1013 |
| RN1014 | |        |
| A14 | |        |
| | Limitare la 70 km/h (sens Paris > Rouen). |        |
| 4 - La Défense-centre | Cartier deservit: La Défense-centru (nod rutier parțial). | RD914  |
| Intersecție | Nod rutier între A86 și A14: Lille, Saint-Denis, Cergy-Pontoise, Colombes, Nanterre-Université, Nanterre-Préfecture, Nanterre-Parc; Poissy, Saint-Germain-en-Laye, Versailles, Rueil-Malmaison, Nanterre-centru. | A86    |
| De la A86 până la A13; secțiune cu taxă în sistem deschis, concesionată către SAPN (Société des Autoroutes Paris-Normandie).      | |        |
| | Tunelul La Défense (ieșire). |        |
| | Viaductul Carrières-sur-Seine. |        |
| | Trecerea din departamentul Hauts-de-Seine în departamentul Yvelines. |        |
| | Tunelul Maurice Berteaux. |        |
| | Tunelul Vignes Blanches. |        |
| | Tunelul RD311. |        |
| | Punctul de taxare Montesson (portal cu flux liber). |        |
| | Viaductul Mesnil-le-Roi. |        |
| | Tunelul Saint-Germain-en-Laye. |        |
| 6/6a - Chambourcy | Orașe deservite: Saint-Germain-en-Laye, Chambourcy. | RD113  |
| 6b - La Maladrerie | Oraș deservit: Poissy-La Maladrerie (nod rutier parțial). |        |
| | Tunelul RD30. |        |
| 7 - Orgeval | Intrare pe autostradă doar spre Paris (nod rutier parțial). |        |
| | Tunelul Migneaux. |        |
| 7 - Orgeval | Orașe deservite: Poissy, Villennes-sur-Seine, Orgeval (nod rutier parțial). | RD113  |
| Intersecție | Nod rutier între A13 și A14 (nod rutier parțial). | A13    |
| A14 | |        |